# 카르스키예 해협

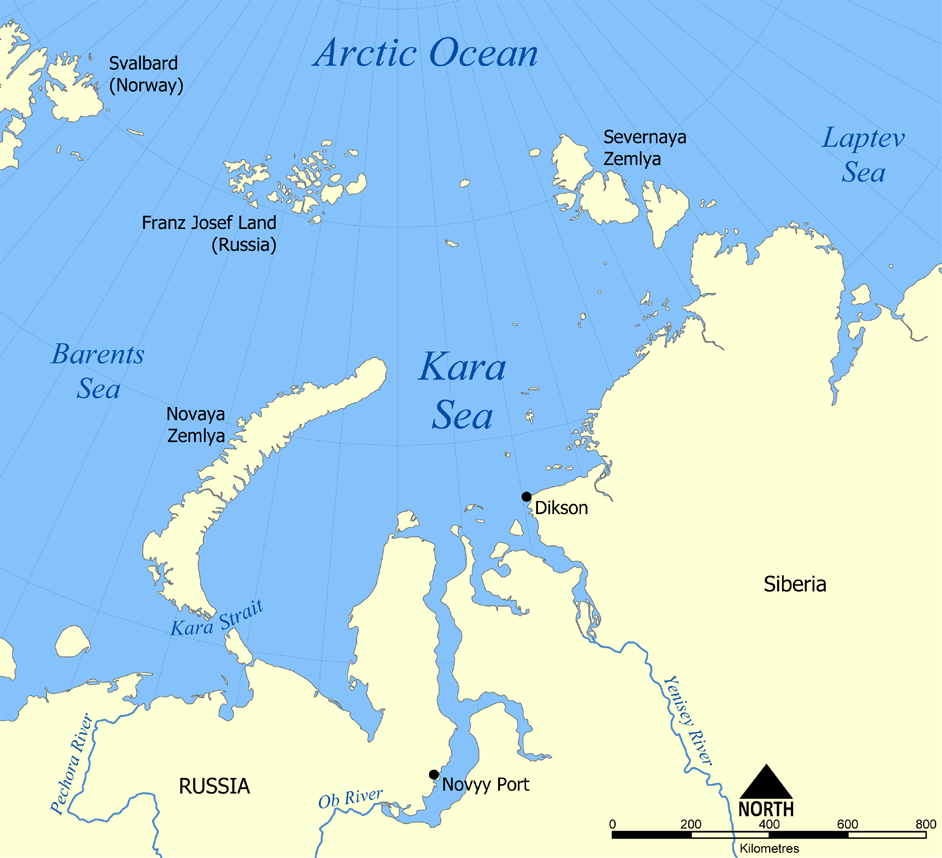
카라 해협

카르스키예 해협(러시아어: Ка́рские Воро́та), 카라 해협은 노바야제믈랴 제도와 바이가치섬 사이의 해협으로 카라해와 바렌츠해를 잇는다. 최저수심은 15m이고 평균수심은 55m이고 최대수심은 90m이다. 전바다가 대륙붕으로 이루어져있다.